# 书房站
书房站位于中華人民共和國四川省成都市龙泉驿区，是成都地铁2号线的地下车站。

## 车站概要
本站位于桃都大道与书房路交叉口，沿桃都大道呈西北、东南向布置，于2014年10月26日开通使用，因老地名“书房村”而得名。本站共配备有200个汽车泊位。在2号线建设期间，本站曾使用工程名“龙泉站”。

## 车站结构
车站为地下二层双跨岛式站台结构，全长450米，标准段宽19.2米，车站有效站台长度为120米、宽度10.5米。车站主体建筑面积17568.44平方米，风道建筑面积1980.09平方米，出入口通道口建筑面积1639.28平方米，附属建筑面积3619.37平方米，物业开发部分建筑面积2649.00平方米，总建筑面积21187.81平方米。设4个出入口和两组风亭 ，同时为配合地方政府开发预留了4个接口。
| 地面      |                                  | 出入口                       |  |
| 地下 一层 | 站厅层                           | 安检、售票机、站内商店       |  |
| 地下 二层 |                                  | 2号线列车往犀浦方向 （界牌） |  |
| 地下 二层 | 岛式站台，左边车门将会开启       |                              |  |
| 地下 二层 | 2号线列车往龙泉驿方向 （龙平路） |                              |  |

## 内装与公共艺术
设计主题：以生态文化展示龙泉山川形胜，百花盛开
本站是2号线进入龙泉新城区的首站。以水墨山川和百花争春图作为车站文化装饰，传递出龙泉的生态名片。

## 出入口信息
本站目前开放4个出入口。
| 出口编号 | 设施              | 地点                   | 可到达目的地  |
| -------- | ----------------- | ---------------------- | ------------- |
|          |                   |                        |               |
|          | 无障碍电梯 卫生间 | 桃都大道中段、岐山寺路 | 艺锦湾        |
| 出口 · B |                   | 桃都大道、岐山寺路     | 朗基·紫敬东来 |
| 出口 · C |                   | 桃都大道中段           | 皇冠国际广场  |
| 出口 · D |                   | 桃都大道、平湖路       | 新城吾悦广场  |

## 大事记
- 2012年12月25日，车站主体结构封顶[5]；
- 2014年10月26日，车站启用[1]。
- 2023年7月28日17时至22时，第31届世界大学生夏季运动会开幕式期间，本站暂停运营服务，双方向列车不停站通过。[7]